# Horní Životice
Horní Životice település Csehországban, Bruntáli járásban. Horní Životice Sosnová, Velké Heraltice, Svobodné Heřmanice, Horní Benešov és Staré Heřminovy településekkel határos. Lakosainak száma 335 fő (2024. január 1.).

## Népesség
A település lakosságának változását az alábbi diagram mutatja:
| Lakosok száma | 843  | 831  | 737  | 432  | 349  | 335  | 315  | 329  | 340  | 335  |
|               | 1869 | 1890 | 1921 | 1950 | 1980 | 2001 | 2017 | 2019 | 2022 | 2024 |